# Nantes
För andra betydelser, se Nantes (olika betydelser).

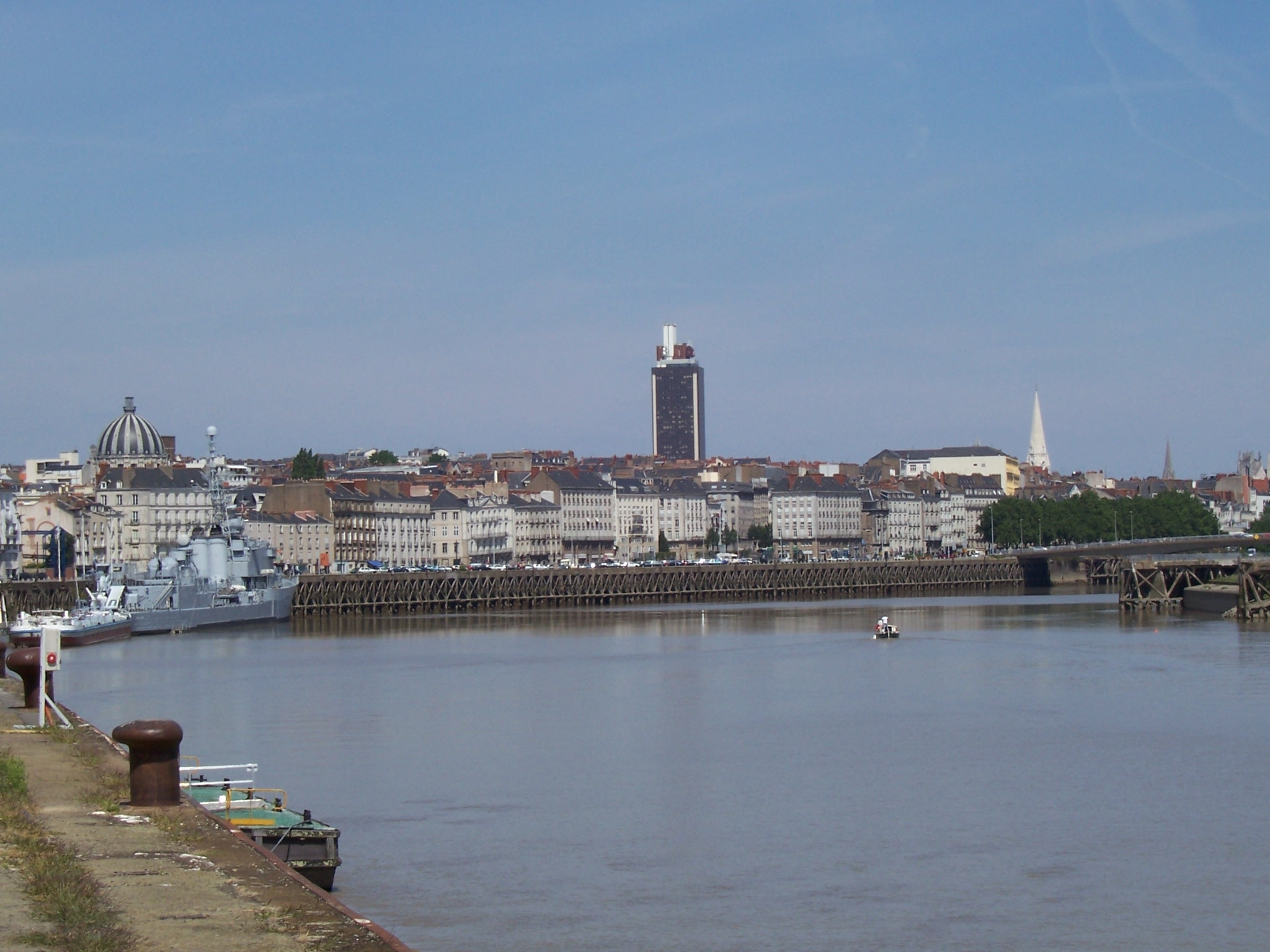
Quai de la Fosse i Nantes.

Nantes (franskt uttal: [nɑ̃t] lyssna (fil), gallo: Naunnt, bretonska: Naoned) är en stad och kommun i västra Frankrike. Nantes är den sjätte största staden i Frankrike och största staden i departementet Loire-Atlantique och i den administrativa regionen Pays de la Loire. År 2017 hade Nantes 309 346 invånare. År 2009 hade det närmaste storstadsområdet (unité urbaine) 569 961 invånare och den fulla storstadsregionen (aire urbaine) totalt 768 305 invånare.

## Historia
Nantes har sitt ursprung i de galliska namneternas huvudort och fick därför av romarna namnet Condovincum, Civitas Namnetum eller Portus Namnetum. Under romersk tid blev staden ett viktigt handelscentrum och från 300-talet blev den även biskopssäte. Vikingar plundrade staden 843 och höll den besatt 919-937.
Under medeltiden blev Nantes centrum för ett grevskap som kom att knytas till hertigarna av Bretagne. 1200-talet blev staden ett centrum för vin- och salthandel. Under 1400-talet erhöll Nantes omfattande privilegier och 1460-61 grundades ett universitet i staden.
Under hugenottkrigen stod Nantes på den katolska sidan. Henrik IV utfärdade 1598 ediktet i Nantes, som gav hugenotterna rätt till fri religionsutövning i Frankrike. Under 1700-talet fick Nantes stor betydelse som en knutpunkt i triangelhandeln över Atlanten. Atlantens tidvatten når från havet upp längs Loire ända hit, och Nantes fungerade då som omlastningsplats från flodbåtar till havsgående fartyg. Under andra hälften av 1800-talet då båtarna blev allt större minskade Nantes betydelse till förmån för Saint-Nazaire. Genom den 1893 färdigställda Canal maritime som kringgick den farliga flodsträckan ovanför Paimbœuf, återfick Nantes delvis sin tidigare betydelse.
År 2011 skedde ett familjemord i Nantes på familjen Dupont de Ligonnés som blev uppmärksammat i media världen över.

## Befolkningsutveckling
Antalet invånare i kommunen Nantes
| Referens: INSEE |

## Utbildning
- Audencia Business School
- E-Artsup
- École Centrale de Nantes
- École pour l'informatique et les nouvelles technologies
- ISEG Marketing & Communication School
- ISEFAC Bachelor

## Sport
FC Nantes  är en fotbollsklubb som blivit franska mästare åtta gånger och vunnit Coupe de France fyra gånger på herrsidan. Neptunes de Nantes har elitlag på damsidan i både handboll och volleyboll. Handbollslaget vann EHF European League 2020/2021 och har spelat i högsta divisionen sedan 2013, medan volleybollaget spelat i högsta divisionen sedan 2010. HBC Nantes är en elithandbollsklubb på herrsidan som vunnit Coupe de France två gånger och kommit tvåa i franska mästerskapet flera gånger. De har även andraplatser i de europeiska cuptävlingarna EHF Champions League och EHF European League.

## Kända personer
Jules Verne föddes i staden 1828. En av stadens största turistattraktioner, Les Machines de l'Île, består av maskiner som byggts för att motsvara uppfinningarna i Vernes böcker.
Den franske författaren Pierre Michon bor och arbetar i Nantes.

## Bildgalleri

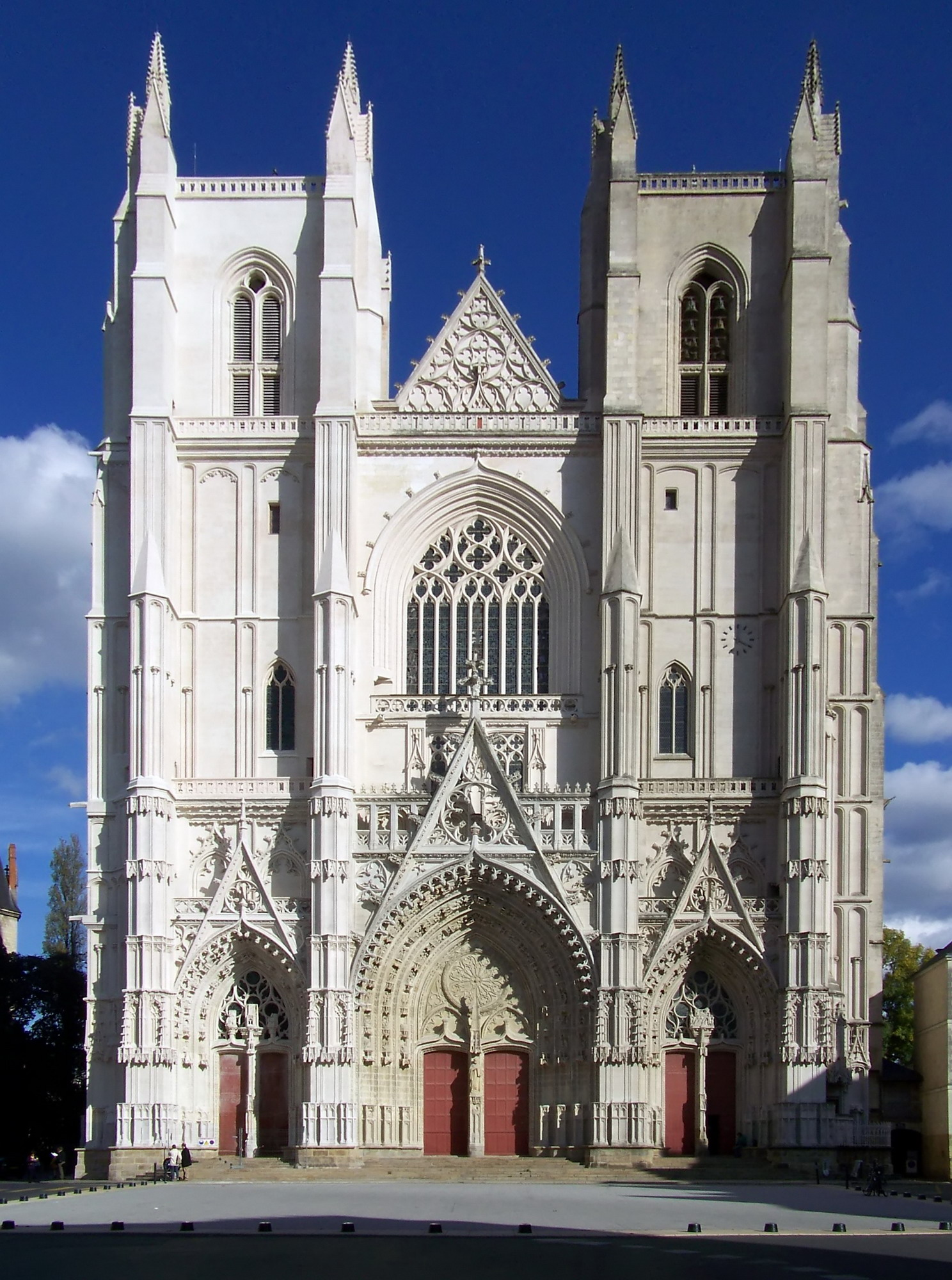
Katedralen i Nantes.
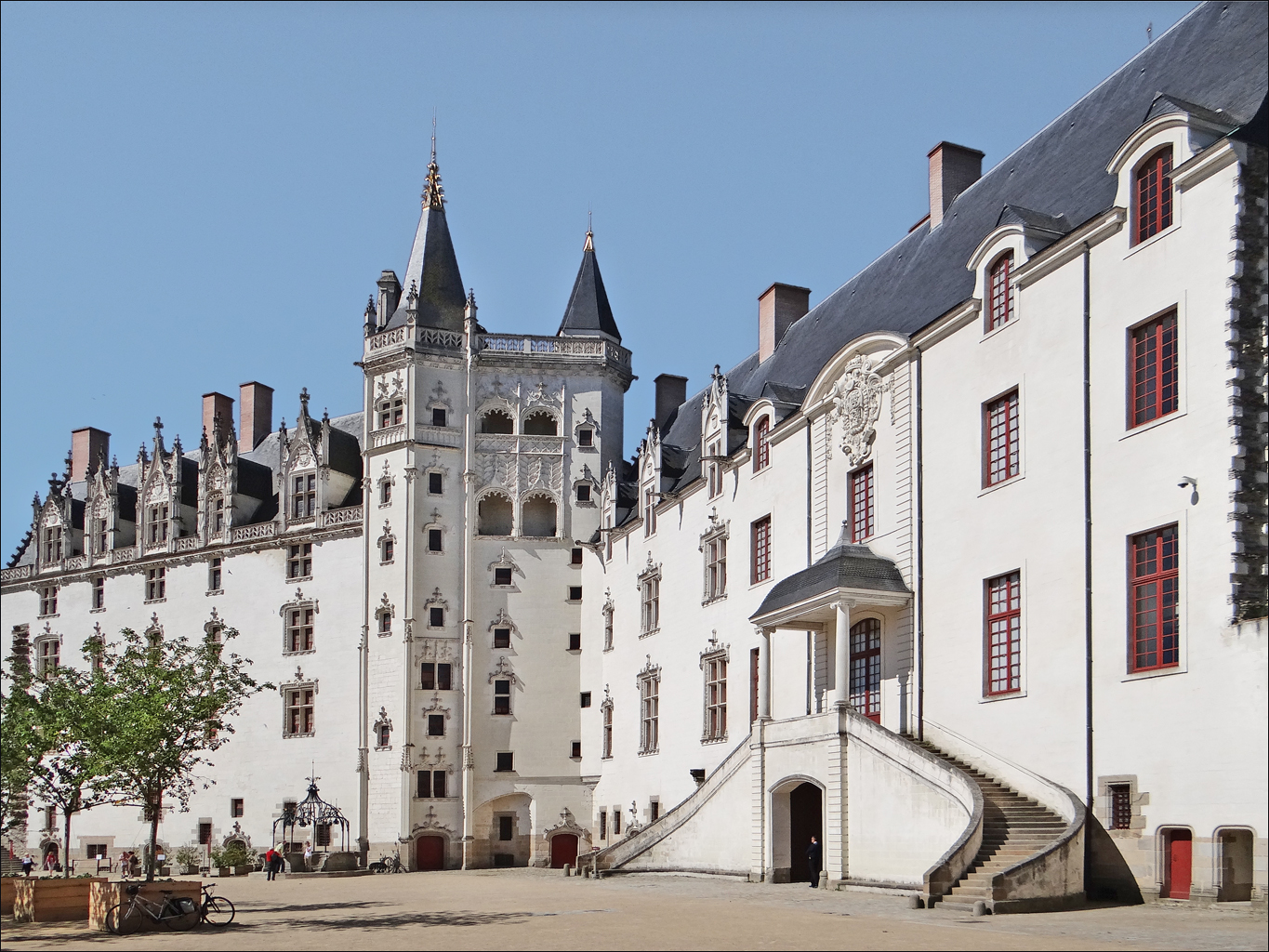
Château des Ducs de Bretagne.
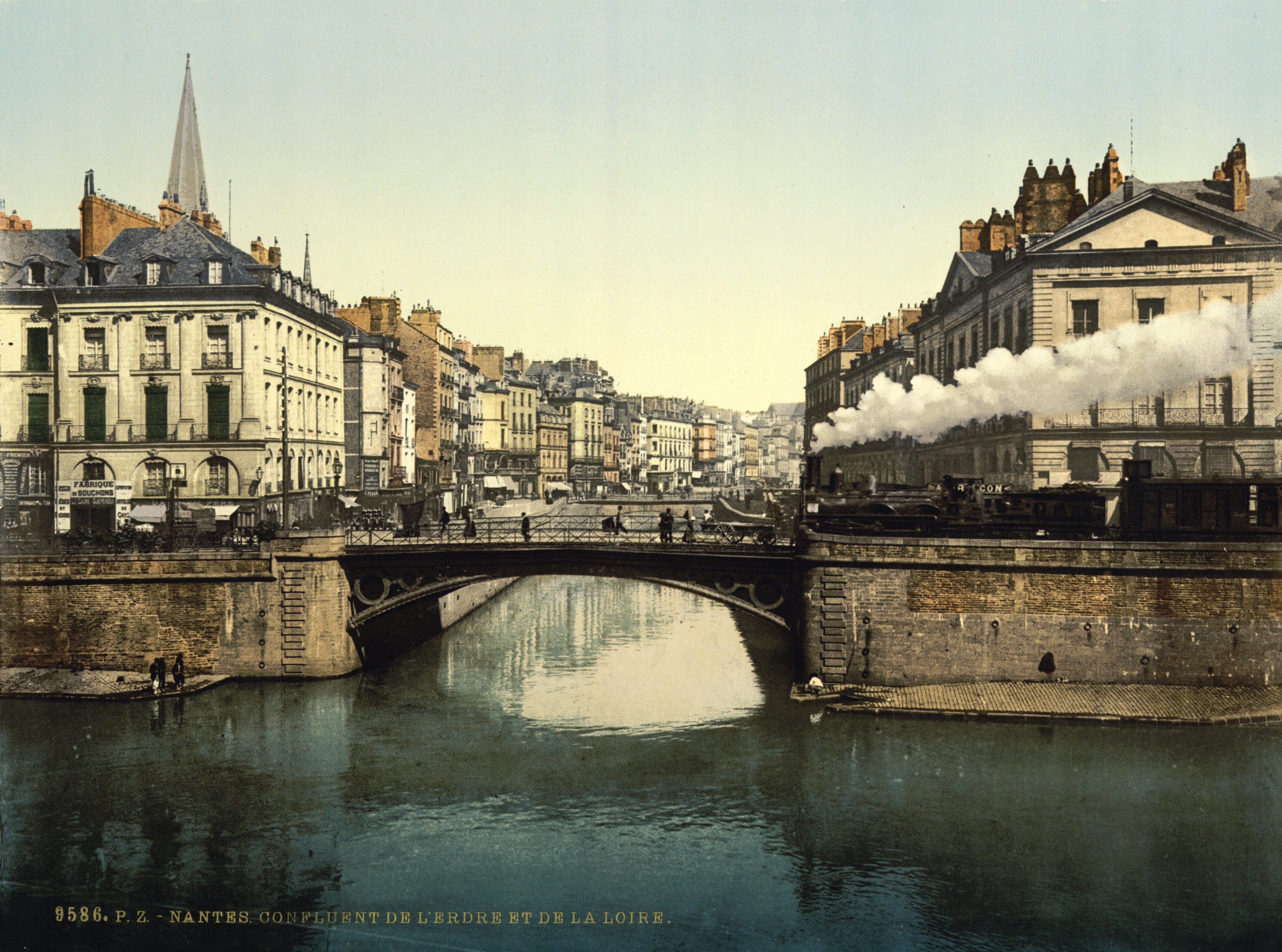
Floderna Erdre och Loires sammanflöde i Nantes år 1890.
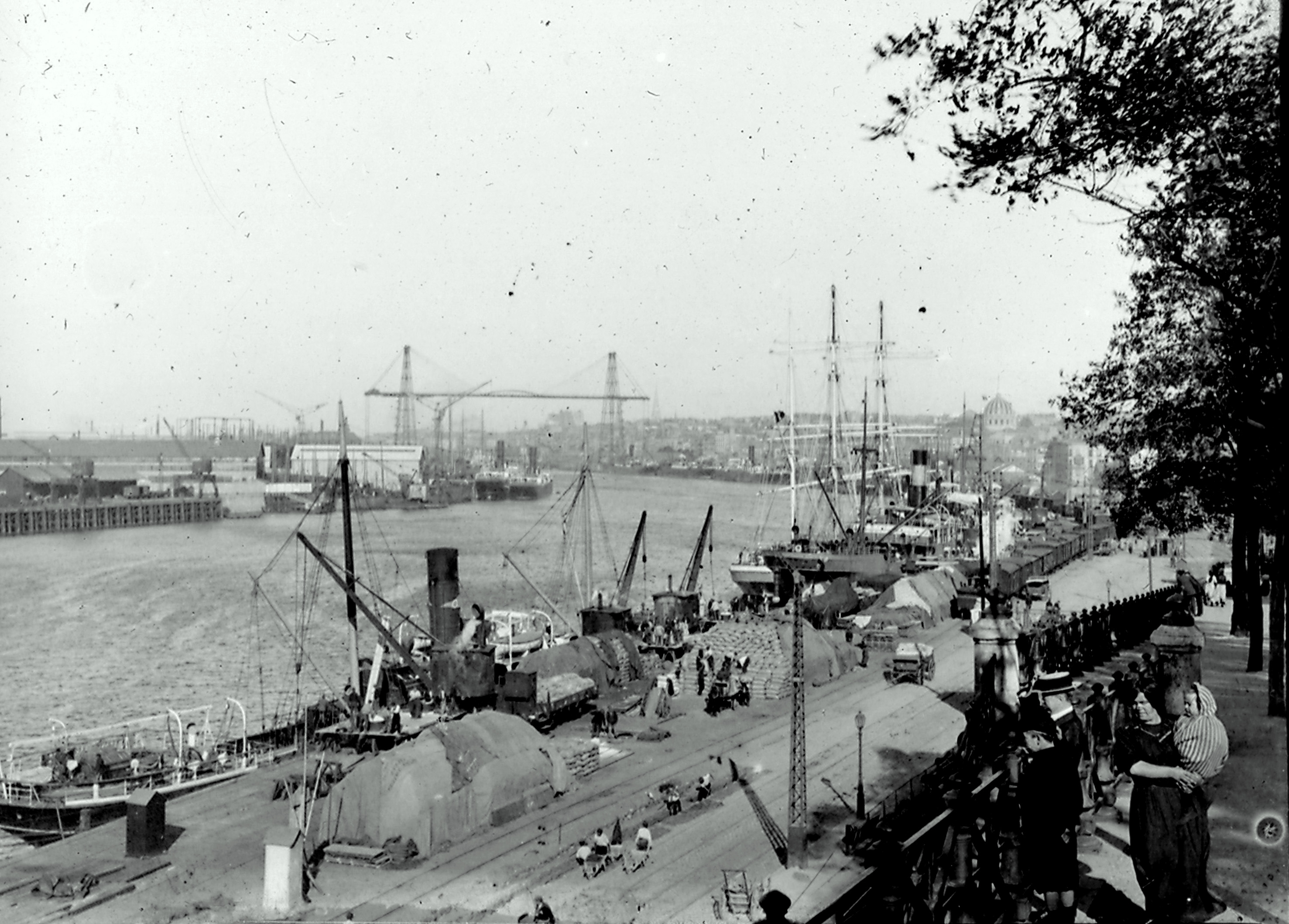
Hamnen i Nantes år 1912.